# A Brief History of Love
Albums de The Big Pink
Future This
(2012)
Singles
1. Dominos
Sortie : 7 septembre 2009
2. Velvet
Sortie : 15 février 2010
3. Tonight
Sortie : 26 avril 2010

A Brief History of Love est le premier album du groupe anglais de rock électronique indépendant The Big Pink, publié le 14 septembre 2009, par 4AD.

## Liste des chansons
Toutes les chansons sont écrites et composées par Milo Cordell et Robbie Furze, sauf si annoté différent.
| No  | Titre                    | Auteur                            | Durée |
| --- | ------------------------ | --------------------------------- | ----- |
| 1.  | Crystal Visions          |                                   | 5:48  |
| 2.  | Too Young to Love        |                                   | 4:09  |
| 3.  | Dominos                  |                                   | 3:46  |
| 4.  | Love in Vain             | Cordell, Furze, William Rees      | 4:08  |
| 5.  | At War with the Sun      |                                   | 4:11  |
| 6.  | Velvet                   |                                   | 4:12  |
| 7.  | Golden Pendulum          |                                   | 4:37  |
| 8.  | Frisk                    |                                   | 4:42  |
| 9.  | A Brief History of Love  | Cordell, Furze, Daniel O'Sullivan | 4:53  |
| 10. | Tonight                  |                                   | 3:35  |
| 11. | Count Backwards from Ten |                                   | 4:08  |